# Johann Valke
Johann Valke (* im 15. Jahrhundert; † 24. September 1495) war Domherr in Münster.

## Leben
Johann Valke  entstammte der münsterländischen ritterbürtigen Familie Valcke, deren Sitz der Falkenhof in Rheine war. Seine Eltern waren Hermann Valke und Beleke Sasse. Bereits im Jahre 1433 als Domherr zu Hildesheim erwähnt, war er 1439 als münsterscher Kanoniker Student an der Universität Bologna. Johann war Besitzer des Kammeramtes, einer wichtigen Funktion am Hofe des Fürstbischofs. Er starb als Domsenior.